# سارسینا
سارسینا (به ایتالیایی: Sarsina) یک کومونه در ایتالیا است که در استان فورلی-چزنا واقع شده‌است.

## خصوصیات
سارسینا ۱۰۰ کیلومترمربع مساحت و ۳٬۶۵۹ نفر جمعیت دارد و ۲۴۳ متر بالاتر از سطح دریا واقع شده‌است.

## خواهرخوانده
شهرهای Lezoux، گربن‌اشتاین و Lopik خواهرخوانده‌های سارسینا هستند.